# Los lusiadas
Los lusiadas (en portugués: Os Lusíadas) es una epopeya en verso escrita por Luís de Camões. Es una obra maestra de la literatura en portugués. Fue escrita mientras Camões estaba exiliado en Macao, y se publicó en 1572, tres años después del regreso del autor de Oriente. Se compone de diez cantos de tamaño variable dividido en octavas reales. Se la considera una de las mejores epopeyas de épica culta del Renacimiento, así como la obra más importante de la literatura en portugués, y se le compara frecuentemente con la Eneida de Virgilio. La obra celebra el descubrimiento de la ruta marítima a la India por el explorador portugués Vasco da Gama (1469–1524). 
Escrita al estilo homérico, la epopeya se enfoca principalmente en una interpretación fantástica de los viajes portugueses de descubrimiento durante los siglos XV y XVI. Los lusiadas es considerada a menudo como la epopeya nacional de Portugal. 

## Etimología y significado de la obra

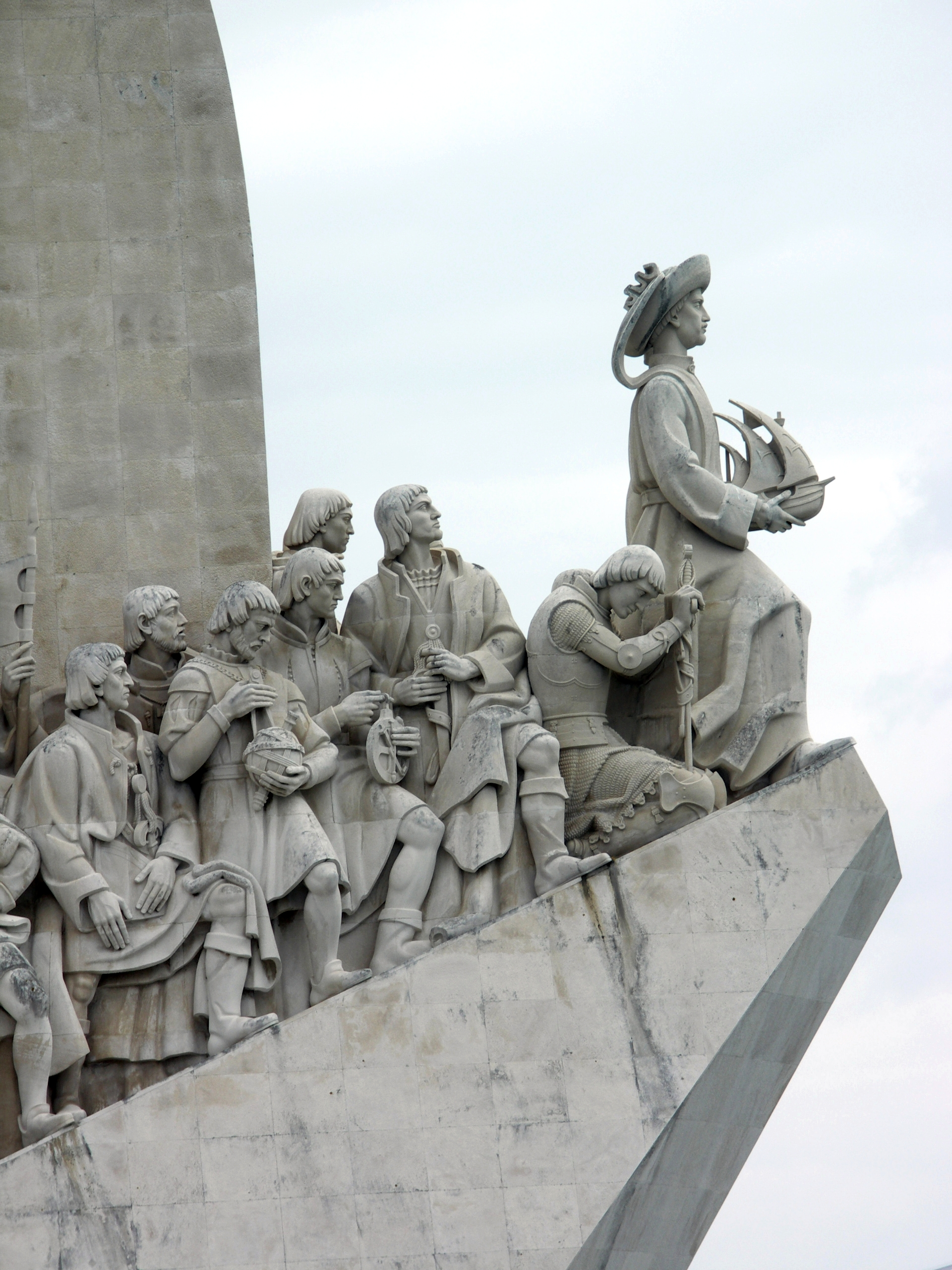
Monumento a los Descubrimientos en Belém (Lisboa).

Lusiadas significa "los hijos de Luso". Según la leyenda, los portugueses descienden de Luso, hijo del dios Baco, que conquistó por las armas el territorio que después será Lusitania, o sea, Portugal. La palabra fue creada por el humanista André de Resende, y Camões la empleó por primera vez en lengua portuguesa. Este nombre colectivo indica claramente que el sujeto épico del poema no es un hombre concreto, sino el pueblo portugués.

## Composición de la obra
Publicada en 1572, consta de mil ciento dos octavas repartidas entre diez cantos. El tema sobre el que se articula la obra es la primera expedición de Vasco de Gama a Oriente, si bien el propósito último del autor es cantar la gloria del imperio portugués, en general, de ahí que en el relato del gran viaje se inserte el pasado de la patria (que ocupa más de un tercio del libro), y las gestas del conquistador representan únicamente una anécdota en la historia del país.

## Argumento

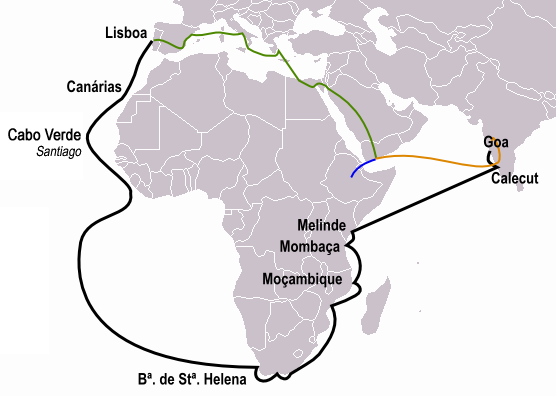
Itinerarios de Vasco de Gama (negro), Pêro da Covilhã (naranja), Afonso de Paiva (azul), y Covilhã y Paiva juntos antes de separarse (verde).

El poema comienza cuando ya los navegantes se encuentran en el Océano Índico. A continuación se refieren las aventuras anteriores, desde la desembocadura del Tajo, a lo largo de las Canarias, Cabo Verde, Sierra Leona, el Congo, el extremo de África y la punta oriental de este continente, una travesía marcada por innumerables avatares (como la epidemia de escorbuto que causa muchas bajas entre los marineros).
Continúan luego hacia Mozambique, donde los musulmanes les salen al paso, aparentemente con buenas intenciones. El almirante recibe entonces al jeque en la nave, pero a la inicial relación amistosa pronto se suman envidias y temores, por lo que los portugueses ponen rumbo a Mombasa. Les sorprende una tempestad en el mar, que amaina por la mañana y permite al buque arribar a las costas de Calicut, la mayor de las ciudades de Malabar (en la India). En Calicut se repite la experiencia de Mozambique y los conquistadores, tras eludir las emboscadas, consiguen huir en dirección a Lisboa. En su camino de regreso, Venus les conduce -como premio a sus fatigas- a una isla paradisíaca: este constituye uno de los episodios más vivos del poema. Embarcan de nuevo y ya sin detenerse llegan a Lisboa con un único tesoro: la noticia del descubrimiento.

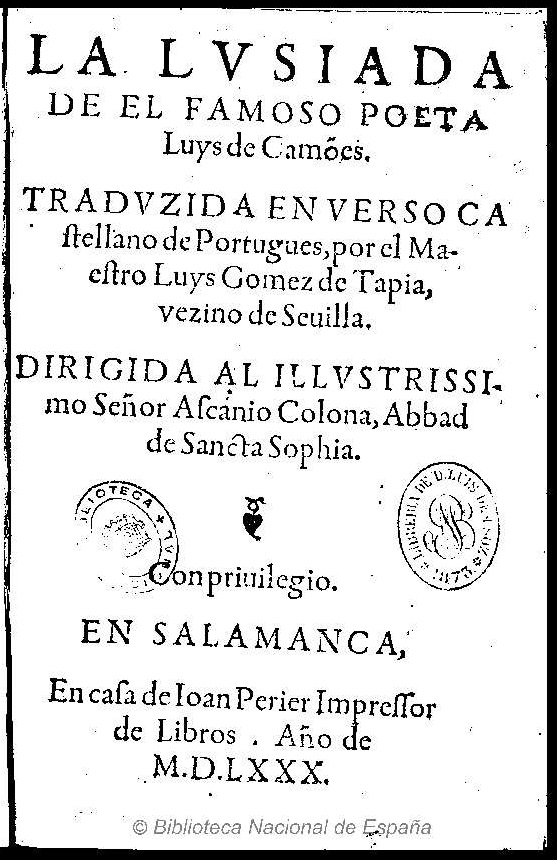
La Lusiada traducida al español por Luis Gómez de Tapia en 1580.

## Estilo
En el poema, los elementos fabulosos de corte clásico se mezclan con los episodios históricos: además de la aparición de la diosa Venus, los marineros caen en brazos de las nereidas (deidades del mar), parecidas a las sirenas de Ulises; aparece también una ninfa que profetiza la historia futura de las Indias Orientales (la profecía es también otro elemento de la epopeya clásica); y Júpiter alude a los navegantes portugueses como descubridores de nuevos mundos, igual que Ulises y Eneas.